# Festival (film italien, 1996)
Pour les articles homonymes, voir Festival (homonymie).
Pour plus de détails, voir Fiche technique et Distribution.
Festival est un film italien réalisé par Pupi Avati, sorti en 1996.

## Synopsis
Franco Melis est un acteur comique, qui a eu beaucoup de succès depuis la fin des années 1970, mais qui a dilapidé ses profits au fil des ans. Dans la solitude et sans argent il trouve la force de réagir à sa dépression et grâce à son manager, Renzo Polpo, il trouve un rôle dans un film très éloigné de ses précédentes performances. Le film est présenté dans un festival du film de haut niveau et semble avoir des chances légitimes de victoire.

## Fiche technique
- Titre : Festival
- Réalisation : Pupi Avati
- Scénario : Pupi Avati, Antonio Avati, Doriano Fasoli, Giorgio Gosetti et Nino Marino
- Photographie : Kika Ungaro
- Montage : Amedeo Salfa
- Musique : Pino Donaggio
- Production : Antonio Avati et Aurelio De Laurentiis
- Pays d'origine : Italie
- Genre : drame
- Date de sortie : 1996

## Distribution
- Massimo Boldi : Franco Melis
- Isabelle Pasco : Alexandra
- Gianni Cavina : Renzo Polpo
- Margaret Mazzantini : Carla Melis
- Massimo Bonetti : Pigi
- Paola Quattrini : Mirna
- Lorenzo Flaherty : Elio Zarri
- Andrea Scorzoni : Pierannunzio Tani
- Elide Melli : Elisabetta
- Alberto Di Stasio : Leo Cordio
- Irene Grazioli
- Alfredo Bini
- Franco Citti
- Sergio Citti
- Alda Teodorani